# Рене Маран

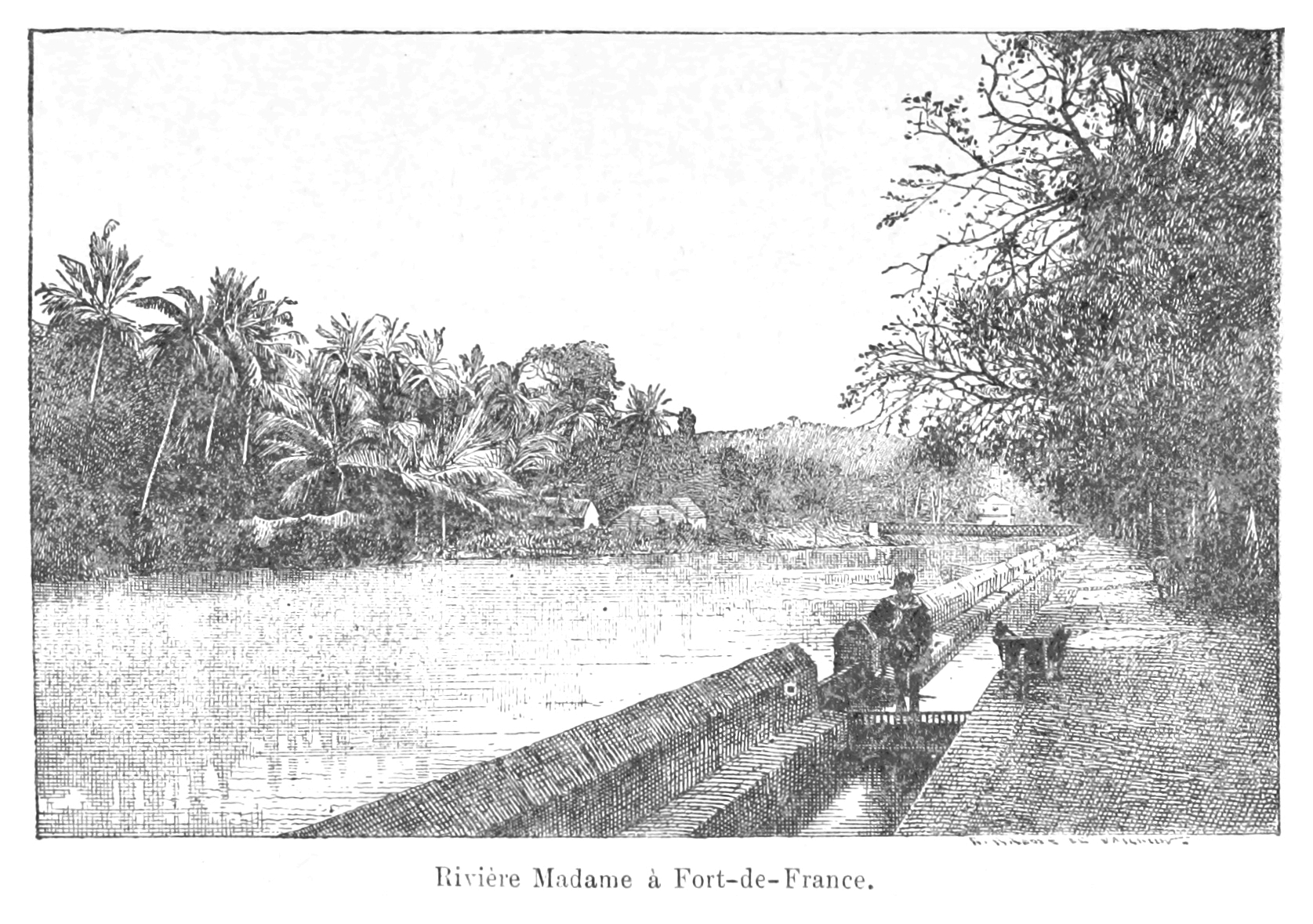
Річка Мадам у Фор-де-Франсі. 1890 рік.

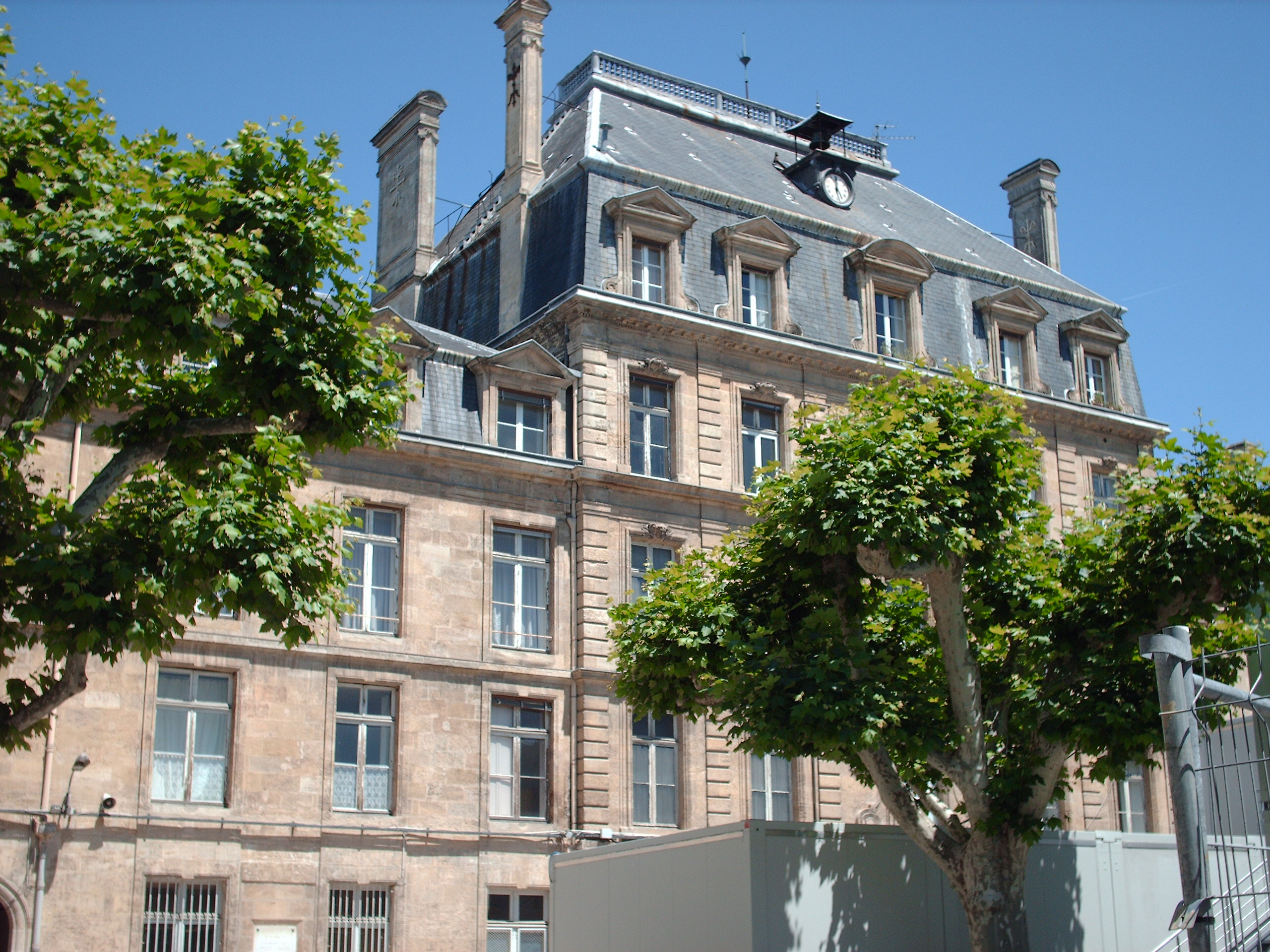
Головний корпус Великого ліцею Мішеля Монтеня.

 Рене Маран (фр. René Maran; 8 листопада 1887 — 9 травня 1960) — французький письменник, лауреат Ґонкурівської премії (1921).

## Біографічні дані
Рене Маран народився 5 листопада 1887 року на кораблі, яким його батьки, Леон-Ерменежільд Маран (*1864 — 1911) і Марі-Коріна Маран (до шлюбу Лаґрандер, 1865 — 1915), пливли до міста Фор-де-Франс (Мартиніка) з Каєнни (Французька Гвіана). У метриці майбутнього письменника вказано іншу дату — 8 листопада 1887 року, оскільки корабель прибув до порту три дні після народження Рене. Через три роки родина переїхала до Габону, де батькові запропонували посаду в колоніальній адміністрації.
У 1894-му Рене Марана помістили в пансіонат при ліцеї в Талансі, а з 1897 по 1906-й він навчався у Великому ліцеї Мішеля Монтеня (Бордо), де познайомився й грав у регбі з Феліксом Ебуе — майбутнім високопоставленим колоніальним урядовцем, що зорганізував Рух Опору у Французькій Екваторіальній Африці (ФЕА). До 1909-го Рене Маран здобував вищу юридичну освіту. Цього ж року дебютував поетичною збіркою «Щасливий дім» у лілльському журналі Леона Боке Le Beffroi («Дозорна вежа»), а в 1910-му став служити чиновником четвертого класу колоніальної адміністрації в Убангі-Шарі (нині територія ЦАР). Там він зустрівся з батьком, який півроку по тому вийшов на пенсію, переселився в Бордо й у 1911-му помер. Відтоді Рене відчував брак грошей, бо довелося фінансово підтримувати матір і двох молодших братів. З намови приятеля Філеаса Лебеґа у 1912-му Маран почав писати присвячений «найдорожчому другові Маноелю Ґаїсто» роман «Батуала», який вийшов друком у видавництві Альбена Мішеля 1921 року. У цьому посприяли перекладач Маноель Ґаїсто й поет Анрі де Реньє. У передмові Маран піддав гострій критиці деякі аспекти колоніальної політики Франції, звернувшись до всіх французьких письменників. Внаслідок цього влада заборонила розповсюджувати книжку в колоніях. У тому ж році автор одержав Ґонкурівську премію. За «Батуалу» проголосували п'ять членів журі. Інші п'ять були за «Весільну пісню» (L'Epithalame) Жака Шардонна. Маран переміг завдяки подвійному голосу голови журі Ґюстава Жеффруа й став першим чорношкірим ґонкурівським лауреатом. У фінальний тур також вийшли П'єр Мак-Орлан (La Cavalière Elsa) і Жорж Іманн (Les nocturnes).
Наприкінці 1924 року Рене Маран у чині заступника третього класу цивільної служби був змушений звільнитися з роботи. Перебрашись із Убангі до Парижа, став професіональним письменником та журналістом на радіо. 1927 року він одружився з білошкірою Каміллою Бертло (Camille Berthelot, 1894—1977), яка походила з небагатої родини. Бездітне подружжя удочерило білошкіру дівчинку Полетту, яка, вийшовши в 1946 році заміж, взяла подвійне прізвище — Мішель-Маран.
У 1930-х роках Маран відвідував літературний салон Полетти Нардаль, де познайомився з основоположниками негритюду Леопольдом Седаром Сенґором, Еме Сезером та Жаном Пріс-Маром. Радив їм не вдаватися до крайнощів. Вбачав небезпеку в такій течії, що в ті часи тільки зароджувалася:
Відзначався поміркованістю й уважав, що в житті всієї Французької імперії можна досягти гармонії завдяки змішанню рас. Шанував історію французів, незалежно від кольору їхньої шкіри. Був патріот Франції й виступав за рівні можливості для всіх її громадян.
Маран жив не тільки з письменницької та критико-журналістської роботи. З 1937 року він одержував стипендію з фонду «Міжколоніальна служба» (Service intercolonial) за те, що на замовлення французького міністерства колоній редагував статті, які потім безплатно надходили в редакції газет. Така робота тривала й під час німецької окупації. Маран спростував закиди про колабораціонізм і 1942 року дістав Велику премію Брокетт-Ґонен Французької академії, призначену, зокрема, винагороджувати за видатні моральні якості. Під час Другої світової війни він, залишившись на окупованій території, не був інтернований. Неприхильно ставився до почину Ебуе — одного з організаторів ґоллістського Руху Опору в Екваторіальній Африці. Маран вважав, що не африканським туземцям належить захищати французів, а навпаки: французам — туземців. У 1949-му Корню-Жантій, верховний комісар ФЕА, постановив виплачувати Марану довічну пенсію — 100 000 франків щороку — на знак «визнання за літературні твори, присвячені ФЕА». Однак 1953 року наступник Корню-Жантія скасував цю постанову. Унаслідок цього після смерті Марана його вдова була змушена користуватися матеріальною допомогою від Леопольда Седара Сенґора.
В останні роки життя Рене Маран провадив суспільно-громадську діяльність у расовому питанні. Взяв участь у Першому всесвітньому конґресі чорношкірих письменників і митців, що відбувся в Парижі в 1956 році. Був також на Другому конґресі в Римі 1959 року. Підтримував дружні стосунки з чорношкірим американським письменником і дипломатом Мерсером Куком.
Помер 9 травня 1960 року від інфаркту (зі слів Бернара Мішеля, письменникового внука). Похований на цвинтарі Монпарнас поряд з іншими ґонкурівськими лауреатами — Марґеріт Дюрас, Сімоною де Бовуар, Люсьєном Бодаром.

## Творчість
Рене Маран зробив перші спроби в красному письменстві ще в другому класі ліцею завдяки викладачеві літератури Ламбіне. У 1909, 1912, 1922 й 1935 роках видав чотири збірки поезій — відповідно «Дім щастя», «Внутрішнє життя», позначені сильним впливом символізму, «Незворушне обличчя: станси» й «Прекрасні образи». П'ята — «Книга спогадів» (1958) — стала підсумком. У ній автор зібрав усе найкраще з написаного. Селім Ландер піддав критиці поетичні твори автора, навівши приклад тих, що 1953 року подано як підставу прийняття Марана до Міжнародної академії французької культури (зокрема, вірш La mére — «Мати»). Іронічно поставився до Маранових літературних уподобань, які той оприлюднив у некролозі, написаному на смерть Ламбіне: La cithare («Арфа» або ж «Цитра») Теодора де Банвілля й Les bœufs («Бики») Луї Мерсьє.
Рене Маран відомий передусім як прозаїк. Писав пізнавальні анімалістичні книжки, призначені головно для дітей і юнацтва, в яких барвисто змальовував африканську природу й засуджував жорстокість у ставленні до тварин. Це «Джума, собака джунглів…» (1927), «Книга джунглів» (1934), «Звірі джунглів» (1941), «Слон Мбала» (1947) і «Павіан Бакуя» (1953). У доробку письменника також два майже автобіографічні романи «Жорстке серце» (розпочатий близько 1912 року й виданий єдиний раз у 1931) та «Людина, як усі», що виходив у світ тричі, перейменований і перероблений: вперше у 1927-му під назвою «Щоденник без дати», вдруге — орієнтовно 1932 року під назвою «Захист кохання» і втретє — в 1947-му під актуальною назвою. Головними героями роману є чорношкірий карибець Жан Венез і білошкіра француженка Андре-Марієлла (в попередніх варіантах — Адіджа і Уріка). Сам автор стверджував, що написав їх не впору. Як пише Франц Фанон у публіцистичній книжці «Чорна шкіра — білі маски» (Peau noire, masques blancs, 1952) про інтимні стосунки між людьми різних рас, «кохаючи мене, біла жінка доводить, що я вартий білого кохання. Мене люблять, як білошкірого. Я білошкірий».
Про Жана Венеза автор зауважує: «Це європеєць. Але він чорношкірий, отже він негр. У цьому й суперечність. Він не розуміє
людей своєї раси, а білошкірі не розуміють його».
Двоїстість притаманна самому Марану. Як літератор і журналіст, він боровся за визнання рівноправності чорношкірої людини у французькому суспільстві, виступав проти расизму, проти гноблення колонізованих народів і водночас проголошував ідею гуманістичної місії Франції, обстоював слушність і прогресивність асиміляційної колоніальної політики.
У своїх романах на африканську тематику автор показував непрості стосунки між чорними і білими. Був патріот Франції і, попри деякі застороги, висловлені в кореспонденції з Філеасом Лебеґом, описував життя «великих французів», у тому числі й тих, що відкривали землі майбутньої Французької колоніальної імперії. У листуванні він часто цитував своїх трьох найкращих друзів, якими захоплювався, — Фелікса Ебуе, Філеаса Лебеґа і Маноеля Ґаїсто.
Найвідоміший твір, завдяки якому Маран здобув світову славу, — це «Батуала», перший франкомовний роман про африканських туземців, написаний темношкірим автором. Ймовірно, що саму назву роману підказало габонське сільце Батуала у провінції Оґове-Івіндо. 1921 року цей твір удостоєно Ґонкурівської премії, й тоді ж таки, зразу ж після опублікування, Рене Маран потрапив під лавину критики і наклепницьких звинувачень у французькій пресі. Роздратування викликав не так сам роман, як його передмова. У ній засуджено не окремих колоніальних урядовців, а всю колоніальну адміністрацію Французької Екваторіальної Африки:
На крайніх реакційних позиціях стояв Рене Траутманн. 25 січня 1922 він опублікував у газеті L'Action nationale статтю, де звинуватив Марана у расизмі, самозванстві та невдячності, а до головного героя роману — вождя Батуали, звернувся такими словами: «Але ж, Батуало, ми знаємо ваш зразок щасливого життя — грабувати, мордувати, вбивати або повертати в рабство всіх ваших сусідів, хай там хто вони. Ось така вершина вашого щастя, ви, добрі негри Центральної Африки». Траутманн висунув свій поділ негритоїдної раси на «негрів», тобто тих, що ще не пізнали благ французького колоніалізму, й «чорних», що вже пізнали. На захист автора «Батуали» став Леон Боке, ствердивши в передмові до «Маленького короля Химерії» (1924), що Маран цілковито асимілювався у французькій культурі, хоч і маючи африканську натуру.
Наприкінці 1921 року Ернест Гемінґвей, тодішній паризький кореспондент газети «Чикаґо стар», написав:
Роман «Батуала» увійшов до шкільної програми літератури в Сенегалі й Республіці Конго після здобуття незалежності. У Франції — з 2002 року

## Твори

### Поезія
- La maison du bonheur. Paris, Édition du Beffroi, 164 р. (1909) — «Дім щастя»
- La vie intérieure. Paris, Ed. du Beffroi, 157 p. (1912) — «Внутрішнє життя»
- Le visage calme: stances. Paris, Ed. du Monde nouveau, 87 p. (1922) — «Незворушне обличчя: станси»
- Les belles images. Bordeaux, Ed. Delmas, 83 p. (1935) — «Прекрасні образи»
- Le livre du souvenir. Paris, Présence Africaine, 142 p. (1958) — «Книга спогадів»

### Проза
- Batouala — Véritable roman nègre, Paris, Ed. Albin Michel, 169 p. (1921) — «Батуала — справжній негритянський роман», Ґонкурівська премія
- Le petit roi de Chimérie: conte. Paris, Ed. Albin Michel, 237 p. (1924) — «Маленький король Химерії: казка»
- Djouma, chien de brousse…. Paris, Ed. Albin Michel, 253 p. (1927) — «Джума, собака джунглів…»
- Journal sans date. Paris, Ed. Fayard, Les Œvres Libres (1927) — «Щоденник без дати»
- Le cœur serré, autobiographie. Paris, Ed. Albin Michel, 252 p. (1931) — «Жорстке серце» (автобіографія)
- Deux amis. Paris, Ed. Fayard, 128 p. (1931) — «Двоє друзів»
- Défence d'aimer. Paris, Ed. Fayard (орієнтовно 1932) — «Захист кохання»
- Le livre de la brousse. Paris, Ed. Albin Michel, 287 p. (1934) — «Книга джунглів»
- L'homme qui attend. Paris, Ed. Fayard, 130 p. (1936) — «Людина, яка чекає»
- Bêtes de la brousse, Paris, Ed. Albin Michel, 253 p. (1941) — «Звірі джунглів»
- Peine de cœur (dédié à Lucien Descaves), Paris, S.P.L.E., Ed. Univers, 207 p. (1944) — «Біль серця» (присвячено Люсьєнові Декаву)
- Un homme pareil aux autres, «dédié à Lucien Descaves, en témoignage de ma reconnaissance et de ma gratitude». Paris, Ed. Arc-en-Ciel, 248 p. (1947) — «Людина, як усі» («присвячено Люсьєнові Декаву — на знак моєї пошани і вдячности»)
- Mbala, l'éléphant, Illustrations de André Collot, Paris, Ed. Arc-en-Ciel, 187 p. (1947) — «Слон Мбала»
- Bacouya, le cynocéphale. Paris, Ed. Albin Michel, 241 р. (1953) — «Павіан Бакуя»

### Есеї
- Asepsie noire! (1931) — «Чорна асептика!»
- Le Tchad de sable et d'or (1931) — «Чад піску і золота»
- Afrique Équatoriale Française: terres et races d'avenir (1937) — «Французька Екваторіальна Африка: землі й раси майбуття»
- Livingstone et l'exploration de l'Afrique (1938) — «Лівінґстон і дослідження Африки»
- Brazza et la fondation de l'A.E.F.  (1941) — «Бразза і створення Французької Екваторіальної Африки»
- Les pionniers de l'Empire (tome 1), Paris, Ed. Albin Michel, 331 p. (1943) — «Піонери імперії»
- Les pionniers de l'Empire (tome 2), Paris, Ed. Albin Michel, 413 p.
- Savorgnan de Brazza (1951) — «Саворнян де Бразза»
- Félix Éboué, grand commis et loyal serviteur, 1885—1944 (1957) — «Фелікс Ебуе, великий службовець і вірний слуга,1885-1944»
- Bertrand du Guesclin, l'épée du roi (1960) — «Бертран дю Ґесклен, меч короля»

## Нагороди і відзнаки
- Prix Goncourt — Ґонкурівська премія (1921)
- Grand Prix Broquette-Gonin de l'Académie française — Велика премія Брокетт-Ґонен Французької академії (1942)
- Grand prix de la Société des Gens de Lettres — Велика премія Товариства літераторів (1949)
- Prix de la Mer et de l'Outre-Mer — Премія Моря і Заморських територій (1950)
- Membre de l'Académie Internationale de Culture française de Belgique — членство в Міжнародній академії французької культури в Бельгії (1953)
- Prix de Poésie de l'Académie française — Премія за поезію від Французької академії (1959)

## Ушанування пам'яті
- У 2009 році засновано Літературну премію імені Рене Марана
- 1969 року в Камеруні випущено поштову марку номіналом 100 франків із зображенням Рене Марана
- 20 травня 1966 року на засіданні муніципального комітету Бордо вирішено назвати іменем Рене Марана площу Ронд[10]. Цю постанову здійснено
- Іменем Рене Марана названо вулиці у Фор-де-Франсі, Каєнні та Куру
- У 2006 році Барха Бауер і Серж Паран зняли 53-хвилинний документальний фільм «Рене Маран, будитель сумління» (René Maran, l'éveilleur des conscienses)[13]